# Romain Loeffel
Romain Loeffel (* 10. března 1991, La Chaux-de-Fonds) je švýcarský lední hokejista, obránce. Od roku 2022 je hráčem klubu SC Bern, který působí ve švýcarské nejvyšší soutěži. V ní strávil Loeffel celou kariéru, nastupoval za HC Lugano, Servette Ženeva a Fribourg–Gottéron. Se Servette vyhrál Spenglerův pohár 2015. Dvakrát byl zařazen do all-stars švýcarské ligy (2016, 2019). Se švýcarskou reprezentací získal stříbrnou medaili na mistrovství světa v roce 2024. Hrál i na MS 2015 (8. místo), 2017 (6. místo), 2019 (8. místo), 2021 (6. místo). Zúčastnil se též olympijských her v Pchjongčchangu roku 2018 (10. místo) a v Pekingu 2022 (8. místo).